# Médecine traditionnelle micronésienne
La médecine traditionnelle micronésienne est une médecine basée sur l'utilisation des plantes dans les États fédérés de Micronésie.

## Pratique de la médecine traditionnelle
Au cours du XXe siècle, les prêtres, les enseignants et les hôpitaux ont découragé la pratique de la médecine traditionnelle. À Kosrae, selon une enquête publiée en 1994, la médecine traditionnelle est perçue comme fortement liée à des pratiques religieuses antérieures à la christianisation. Dans l’État de Pohnpei, la loi interdit l'usage des pratiques médicinales traditionnelles dans les établissements de santé publics.
La médecine traditionnelle est tout de même régulièrement exercée. Dans l’État de Pohnpei, elle l'est dans le cadre familial ou par des herboristes, sorciers, masseurs, devins, sages-femmes et spécialistes de la magie. Hors des structures médicales étatiques, dans l'ensemble des États fédérés de Micronésie, de nombreuses plantes sont encore employées pour soigner,,,,. Contrairement aux façons de faire anciennes, les soins ne sont souvent plus accompagnés de pratiques magiques tels que des chants, des charmes et des sorts. La plupart du savoir des plantes médicinales est transmis dans le cadre familial, à l'oral ou par des livres de famille répertoriant les médecines. Des médications apparaissent en rêve à de nombreux praticiens.